# Betekoppenstad
Betekoppenstad is de naam van Sas van Gent tijdens carnaval. De naam is te herleiden naar de suikerbietenindustrie die het stadje in het verleden rijk was, als beeldmerk is dan ook gekozen voor een suikerbiet (beet). Volgens de overlevering zou Sas van Gent een van de oudste carnavalssteden van Nederland moeten zijn, de traditie zou z'n intrede hebben gekend met de overheersing van de (katholieke) Spaanse bezetter in de 16e eeuw.